# Pearisburg
Pearisburg és una població dels Estats Units a l'estat de Virgínia. Segons el cens del 2000 tenia 2.729 habitants.

## Demografia
Segons el cens del 2000, Pearisburg tenia 2.729 habitants, 1.219 habitatges, i 789 famílies. La densitat de població era de 344,3 habitants per km².
Dels 1.219 habitatges en un 27,3% hi vivien nens de menys de 18 anys, en un 49% hi vivien parelles casades, en un 11,5% dones solteres, i en un 35,2% no eren unitats familiars. En el 31,9% dels habitatges hi vivien persones soles el 17,1% de les quals corresponia a persones de 65 anys o més que vivien soles. El nombre mitjà de persones vivint en cada habitatge era de 2,23 i el nombre mitjà de persones que vivien en cada família era de 2,77.
Per edats la població es repartia de la següent manera: un 22,1% tenia menys de 18 anys, un 6,8% entre 18 i 24, un 26,7% entre 25 i 44, un 24,7% de 45 a 60 i un 19,8% 65 anys o més.
L'edat mediana era de 41 anys. Per cada 100 dones de 18 o més anys hi havia 81,6 homes.
La renda mediana per habitatge era de 33.720$ i la renda mediana per família de 39.938$. Els homes tenien una renda mediana de 30.347$ mentre que les dones 23.482$. La renda per capita de la població era de 17.412$. Entorn de l'11,5% de les famílies i el 15% de la població estaven per davall del llindar de pobresa.

## Poblacions més properes
El següent diagrama mostra les poblacions més properes.